# Alexander Mackenzie

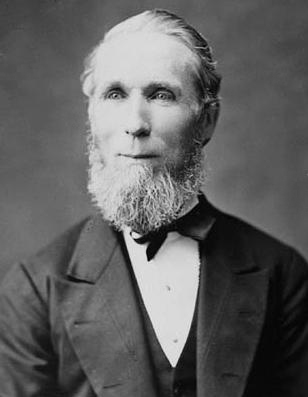
Alexander Mackenzie

Alexander Mackenzie s-a născut în anul 1822, pe 28 ianuarie la Dunkeld, Scoția. La vârsta de treisprezece ani a fost nevoit să-și întrerupă educația formală. Însă, pe tot parcursul veiții a dorit să facă pentru școlarizare, un program de auto-educație care includea studiul istoriei, literaturii, științei, filizofiei și politicii.
Alexander Mackenzie a fost constructor, editor de ziar și primul prim-ministru liberal al Canadei. Emigrează în anul 1842 în Canada. Probabil, Mackenzie s-a stabilit în zona Sarnia, unde a lucrat alături de fratele său domeniul comerțului cu construcții. În următorii trei ani a curtat-o pe Helen Neil.
Acesta s-a căsătorit cu ea în anul 1845. Au avut un singur copil. În anii 1850 a devenit editor al ziarului Scut Lambton, ca susținător al lui George Brown.
A devenit în curând prieten cu acesta. A fost ales prima oară în Adunarea legislativă din Canada în anul 1861. A sprijinit Confederația, dar a refuzat să devină președintele Consiliului, deoarece Brown a părăsit coaliția în 1865. A fost ales la Camera Comunelor și legiuitor în Ontario în anul 1867. Din această postură a devenit un om important al națiunii recent apărute. 

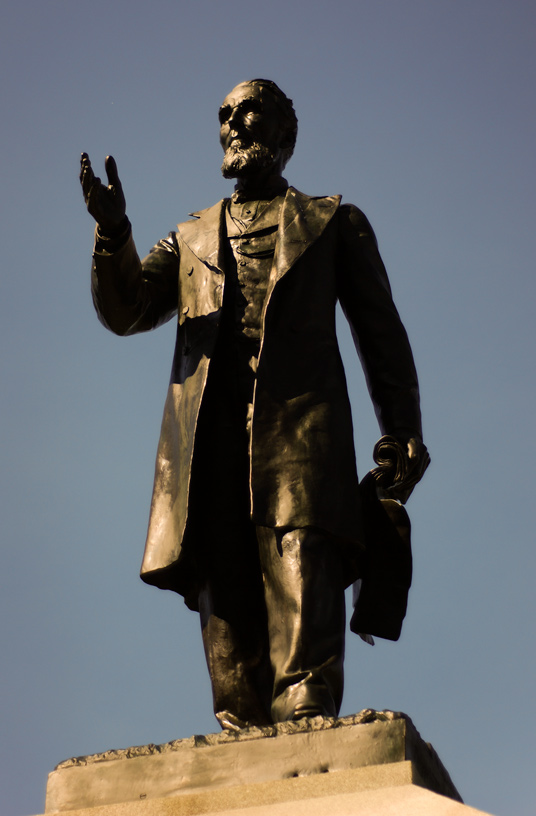
Alexander Mackenzie

Între anii 1873 și 1878, Mackenzie a devenit primul prim-ministru liberal al Canadei. Astfel, a fost introdus buletinul de vot, a fost înființată Curtea Supremă, a fost reorganizAtă guvernarea teritorială a Teritoriilor Nord-Vestice și a fost creat Oficiul Auditorului General. Mackenzie a rămas lider al partidului său numai doi ani, deoarece lipsa de sănătate sau o revoltă de partid l-au condus la demisie. A refuzat ofertele de a deveni cavaler, iar la bătrânețe a scris mai multe cărți, una din ele fiind ,,Viața și intervențiile lui George Brown”(1882).
A murit pe 17 aprilie 1892, la Toronto, la vârsta de 70 de ani.